# Kostel svatého Filipa a Jakuba (Malvazinky)
Kostel svatých Filipa a Jakuba na Malvazinkách je římskokatolický filiální kostel v areálu hřbitova Malvazinky v Praze 5-Smíchově. Kostel patří pod duchovní správu farnosti u kostela sv. Václava.

## Historie

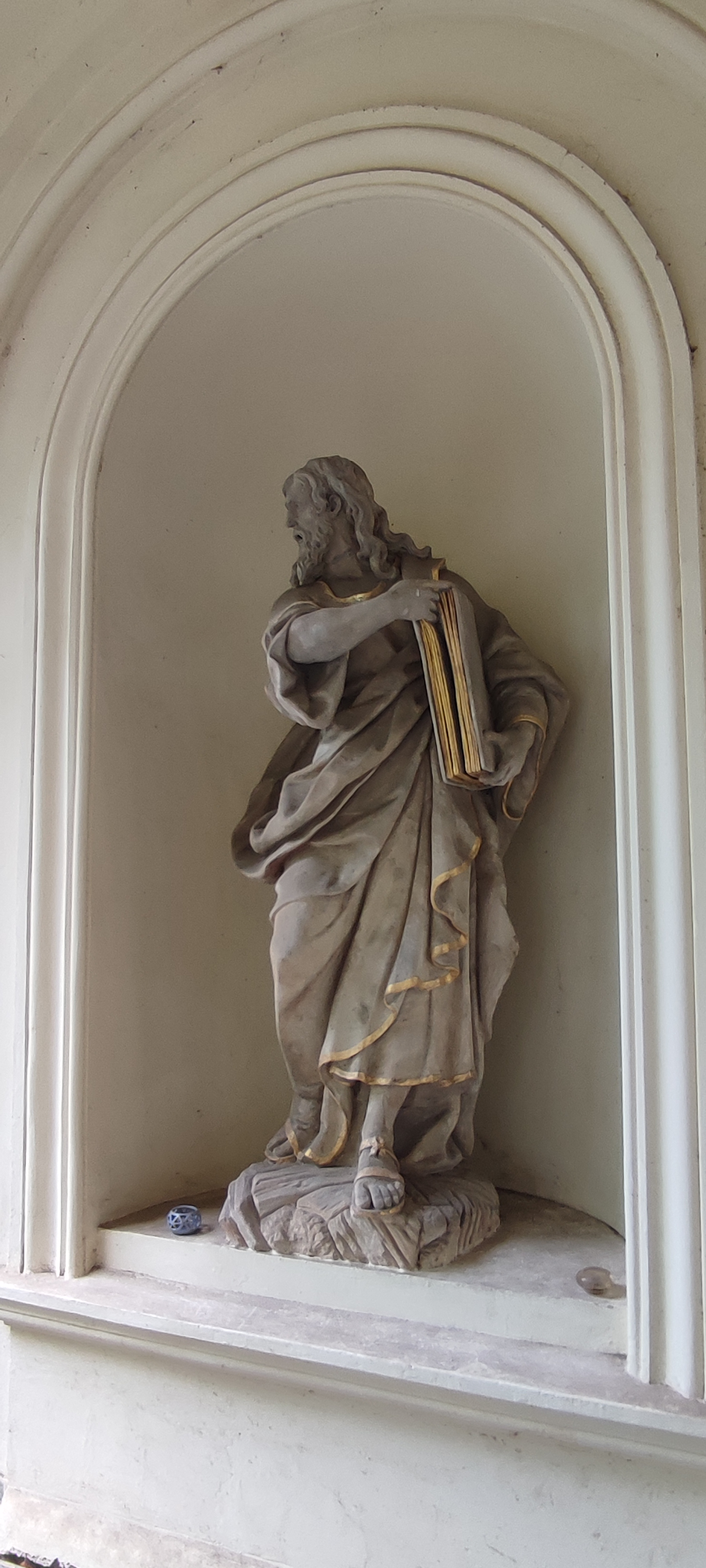
F. M. Brokoff:Socha apoštola Filipa pod arkádou, Praha po 1715

Kostel byl postaven v letech 1894 až 1896 v novorománském slohu podle prováděcích plánů, podepsaných architektem Adolfem Duchoněm. Nahrazoval původní smíchovský kostel svatého Filipa a Jakuba na dnešním Arbesově náměstí, který byl v roce 1891 zbořen. Základní kámen nového kostela byl položen 13. září 1894 a na přání purkmistra Elhenického byl při stavbě využit stavební materiál (kámen, cihly) a pět nejcennějších památek ze zbořeného kostela týchž patronů, a to tři barokní sochy a dva zvony.. Dřevěná barokní kazatelna s figurami čtyř evangelistů z roku 1736 byla rozebrána, ale původní záměr instalovat ji v novém kostele se pro její špatný stav neuskutečnil, byla proto darována do sbírek Národního muzea, kde se z ní dochovaly jen fragmenty.
Slavnostní vysvěcení chrámu dne 28. května 1896 provedl pomocný pražský biskup, Monsignore Ferdinand Kalous.

## Současnost
Chrám je uzavřen a konají se v něm pouze pohřební obřady a zádušní mše na vyžádání.

## Popis
Kostel je neorientovaná jednolodní stavba, postavená na půdorysu protáhlého kříže, s hranolovou věží ve východním průčelí, zakončen polokruhovou apsidou zaklenutou konchou. Vně po obou stranách lodi má nad kryptami otevřené arkády, na jejich východní straně jsou uvnitř po obou stranách výklenky se vsazenými barokními sochami svatých Filipa a Jakuba, které vytvořil Ferdinand Maxmilián Brokoff po roce 1715 a byly přeneseny ze zbořeného kostela.  Z něj pochází také barokní socha žehnajícího Spasitele, dílo Michaela Leopolda Willmanna, vsazená ve výklenku nad západním portálem.    
Areál hřbitova s kostelem je od roku 1958 zapsán v seznamu kulturních památek.